# 遠藤雅伸
遠藤 雅伸（えんどう まさのぶ、1959年2月23日 - ）は、日本のゲームクリエイター、東京工科大学博士（工学）。元東京工芸大学芸術学部ゲーム学科教授。
株式会社ゲームスタジオ創業者、元日本デジタルゲーム学会会長、宮城大学客員教授、株式会社JAGMO名誉会長、慶應義塾大学大学院特別招聘教授。「ゲームの神様」の異名を取っていたこともある。東京都渋谷区出身。

## 来歴
井草八幡幼稚園、横浜市立つつじヶ丘小学校（上石神井小学校から転校）、横浜市立田奈中学校、神奈川県立横浜翠嵐高等学校、千葉大学工学部画像工学科卒業。
1981年、ナムコ入社。研修時に『ディグダグ』のテストプレイを行い、その際に書き留めたテクニックのメモが中村雅哉社長（当時）の目に留まり、豆本「ディグショナリー」として出版される。1983年にシューティングゲーム『ゼビウス』のゲームデザイン・プログラム・グラフィックを担当、大ブームを巻き起こす。以降『ドルアーガの塔』『グロブダー』などを手がける。
1985年に独立し、株式会社ゲームスタジオを設立。『イシターの復活』『カイの冒険』『ザ・ブルークリスタルロッド』といったバビロニアン・キャッスル・サーガシリーズや、『ファミリーサーキット』『ケルナグール』（以上ナムコ）『機動戦士Ζガンダム・ホットスクランブル』（バンダイ）『エアーズアドベンチャー』などのゲームデザイン・開発、ファミリーコンピュータ版『ウィザードリィ』シリーズ（アスキー）の移植プロデュース、『いただきストリート』のディレクション等を手がける。
また、携帯電話用アプリケーションにも早期から参入し、2004年4月21日に株式会社モバイル&ゲームスタジオを設立。『三国志年代記』『ケータイ社長』『右脳パラダイス』『ビーチバレーガールしずく』などのタイトルを手がけている。また2008年放映のテレビアニメ『ドルアーガの塔』およびMMORPG『ドルアーガの塔 The Recovery of BABYLIM』では、スーパーバイザーを務める。
2014年より、東京工科大学大学院に進学。「ゲーム研究者」としての学位取得が目標で、盟友の飯野賢治の死が大きな契機になったという。2020年、博士課程を修了し、博士（工学）を修得。2022年より、日本デジタルゲーム学会会長。
一般社団法人コンピュータエンターテインメント協会（CEDEC）が主催する「PERACON」においては審査委員長を務めていた。しかし、2019年と2020年に開催された「PERACON2019」および「PERACON2020」において、遠藤を含む数名の審査員が、参加者や参加者の所属企業への誹謗中傷を含むコメントや参加者への加害を示唆するコメントを残した。結果発表直後、これらのコメントはパワハラではないかと問題視され、「PERACON2020」のすべての審査員コメントが公式ウェブページから抹消される事態となった。
2024年、3月をもって東京工芸大学を退職。3月15日に最終講義を行った。

### 遠藤雅伸★として
2001年3月14日、2ちゃんねるのレトロゲーム板「XEVIOUSを懐かしむ」スレッドに「Evezoo END」の固定ハンドルで書き込み、当事者でしか知りえない数々の情報を披露し閲覧しているゲームマニアたちを驚かせた。その後、2ちゃんねるの管理人の西村博之より専用の固定キャップを貰い、同月29日より「遠藤雅伸 ★」として2ちゃんねるに書き込むようになる。遠藤雅伸をネタにした「こんな遠藤…スレ」にも時々書き込みをしており、スレッドが落ちた際には本人が新規スレッドを立てることもある。
また、「レトロゲーム板@2ちゃんねる掲示板」の看板（コンピュータで描かれたイラストレーションで掲示板の名前が表示される）を作成し2001年5月14日より採用された。
2008年、GyaOジョッキーにて行われたアニメ『ドルアーガの塔 〜the Aegis of URUK〜』最終話の実況放送に、「遠藤雅伸★」名義でゲスト出演。「（遠藤雅伸★は）キャラクターですから」と割り切って数々の名言を放ち、同プログラムの同時視聴接続最高数の新記録を樹立した。またMMORPG『ドルアーガの塔 The Recovery of BABYLIM』でも「遠藤雅伸★」名で、25歳当時の写真を元にしたという外見のプレイヤーキャラクターを持ち活動。

## メディア
『ゼビウス』のヒット後よりメディア出演を行い、ゲームデザイナーとして名が知られる第一人者となった。

### テレビ
- 生だ!おもしろ特急便（1984年5月10日、TBSテレビ）
  - アルバム『ビデオ・ゲーム・ミュージック』発売直後、細野晴臣とともにゲスト出演。ナムコ直営のゲームセンター「プレイシティキャロット田町店」からの生中継。
- YOU（NHK教育テレビ）
  - 1984年6月9日「100回記念特集 気分はもう21世紀人」（コンピュータプログラマとして出演）
  - 1985年2月23日「“パソコン”なんか怖くない」
- 1億人の大質問!?笑ってコラえて![要説明]（日本テレビ）
- 日本の、これから（NHK）
  - 2006年12月9日「ネット社会」
  - 2009年3月21日「テレビの、これから」（ゲーム製作者の代表として出演）
- ゲームセンターCX（フジテレビONE）
  - 2007年12月24日の9時間生放送において、『カイの冒険』の98面で攻略に行き詰っていた有野晋哉へのアドバイザーとして電話出演。
- TVゲーム・ジェネレーション 〜8bitの魂〜（2007年3月8日、MONDO21）
  - 番組での企画制作ゲームのアドバイザーとして出演。
- ドルアーガの塔 〜the Aegis of URUK〜（独立UHF系）
  - 7話「片羽と踊れ」次回予告に出演。
- ITホワイトボックス（2011年4月17日、NHK教育テレビ）
  - 第3回「なぜハマる？新ゲームビジネスの秘密」に出演。
- ノーコン・キッド 〜ぼくらのゲーム史〜（テレビ東京系列）
  - 第1話にカメオ出演（役名なし）。
- 80年代の逆襲“宮沢章夫の戦後ニッポンカルチャー論”（2013年11月10日、Eテレ）
  - VTR出演。
- Eテレ プレーバック「YOU『特集 100回記念 気分はもう21世紀人』」（2021年2月14日、Eテレ）
  - 同番組の再放送のほか、2021年時点での振り返りVTRに出演。

### コマーシャル
- ファミコン用ソフト『機動戦士Ζガンダム・ホットスクランブル』（バンダイ）
  - 「遠藤雅伸、Ζガンダムに命を吹き込む」とのコピーで、遠藤を「ゲームデザイナーの第一人者」として前面に押し出す宣伝であった[19]。

### 映画
- ゲームセンターCX THE MOVIE 1986 マイティボンジャック（2014年2月22日公開、シンカ/ハピネット配給） - 校長先生 役

### ラジオ
- サウンドストリート（1984年6月5日、NHK-FM）
  - 坂本龍一担当日ゲスト。前述のテレビ番組「YOU」と同じスタジオで収録され、双方の番組でゲストが行き交う構成だった。

### 雑誌
- ログイン（1984年2月号、アスキー）
  - 『ゼビウス』のファンであった細野晴臣との対談が掲載（当時同誌編集者だった野々村文宏の仲介による[20]）。この席で、細野が『ゼビウス』のBGMも気に入っていたことから、ゲームミュージックのアルバム制作の機運が盛り上がり、後に『ビデオ・ゲーム・ミュージック』の制作に繋がる[21]。
- 朝日ジャーナル（1985年4月19日、朝日新聞社）
  - 連載「新人類の旗手たち――筑紫哲也の若者探検」第1回ゲスト[22]。
  - のちに単行本『新人類図鑑〈PART 1〉』に収録。
- Beep（日本ソフトバンク）
  - 特集「遠藤雅伸さんとつくったBEEP」（1986年8月号）
  - 連載「遠藤雅伸のランダムトーク」（1988年、遠藤がゲストとトークを行う連載）
  - 連載「遠藤雅伸のレトロ帝国の逆襲」（1989年、レトロゲームを採りあげる連載）
- 週刊ファミ通（2009年4月10日発売、エンターブレイン）
  - 自身のネットとの付き合いを語る中で、「ブログも某掲示板と同じくまとめページが作られることを前提に書いている。但し、ウィキペディアはウソばかり。匿名性が有るから何をやってもいい、と考えるのだろうね。」と発言[要ページ番号]。

### その他
- ディースリー・パブリッシャー新作プロモーションビデオ（2004年）[要説明]
  - 学校コントの中で「先生の名前は是美臼（えんどうまさのぶ）です!」というアドリブギャグを繰り広げる[23]。
- トロ・ステーション（2008年2月23日、ソニー・コンピュータエンタテインメント）
- 遠藤雅伸のMGSラジオ（2009年7月1日 - 2012年6月28日、ポッドキャスト、自社配信）
  - 自身がパーソナリティを務める隔週ポッドキャスト。全80回。
  - 第24回（2010年8月6日配信分）は「遠藤雅伸のMGSラジオ〜ドルアーガスペシャル〜」と題し、秋葉原PCゲームフェスタ会場のベルサール秋葉原にて公開収録[24]。
  - 2013年4月19日に『遠藤雅伸のMGSラジオ2013春』として、2013年度新入社員を紹介する特別版が配信された。

## エピソード・その他
- ナムコのゲーム『イシターの復活』のルームNo.89「DEAD END（行き止まり）」にて、デスクの前で倒れている姿で登場。これは「死んだ（DEAD）遠藤（END）」とかけた洒落である。因みに、この部屋は一本道の行き止まりである[25]。
- アルバム『ハドソン・ゲーム・ミュージック』の収録曲「バイナリィランド」において、3歳から始めたピアノの腕前を披露している。楽器はピアノの他に、中学からトランペット、高校ではジャズ・コンボを作ったり、シンセサイザーやベースギターも経験する[5]。
- 自身がゲームデザインを手がけた『Bビーダマン爆外伝』のカードゲームでは、CMソング「いくぜ!キラカード!!（ダークビーダ編、ビーダマン編）」の作詞も手がけている。
- 多忙な身であるがサイトを運営するファンのインタビューに応じたり2ちゃんねる等のインターネットを中心として行われるOFF会等、遠藤が誘われた際は都合があう場合に限り出席する事もある。インタビュー・OFFの様子は、多くのサイト・ブログに記されている。ファンとの集いで判明した事実・裏話もかなり多い。
- ウィキペディアに対しては批判的立場を示しており、ブログや雑誌上で度々、「自身についての項目は嘘ばかりである」と述べている[26]。